# مرض السرطان لدى المراهقين والشباب
السرطان لدى المراهقين والشباب هو سرطان يصيب من تتراوح أعمارهم بين 15 و39 عامًا. ويصيب هذا حوالي 70,000 شخص سنويًا في الولايات المتحدة، وهو ما يمثل حوالي 5% من حالات السرطان. وهذا يعادل ستة أضعاف عدد حالات السرطان التي يتم تشخيصها لدى الأطفال الذين تتراوح أعمارهم بين 0 و14 عامًا. وعلى الصعيد العالمي، تم تشخيص أكثر من 1.3 مليون شاب بالغ تتراوح أعمارهم بين 15 و39 عامًا بالسرطان في عام 2022، وتوفي ما يقرب من 378,000 شخص في هذه الفئة العمرية بسبب السرطان. يُعد الشباب أكثر عرضة من الأطفال الأصغر سنًا أو كبار السن للإصابة ببعض أنواع السرطان، مثل ليمفوما هودجكين وسرطان الخصية وبعض أنواع الساركوما. لدى المراهقين والشباب البالغين الذين تتراوح أعمارهم بين 15 و24 عامًا، تُعد الأورام اللمفاوية وسرطان الخصية وسرطان الغدة الدرقية أكثر الأنواع شيوعًا، بينما يُعد سرطان الثدي وسرطان الجلد أكثر شيوعًا لدى من تتراوح أعمارهم بين 25 و39 عامًا.

## التعريف
ينطبق تعريف "المراهقين والشباب" على الأشخاص الذين شُخِّصت إصابتهم بالسرطان بين 15 و39 عامًا، وفقًا لتقرير مجموعة مراجعة تقدم أورام المراهقين والشباب البالغين. في حين أن هذه الفئة العمرية شائعة الاستخدام في الولايات المتحدة، إلا أن الفئات العمرية المستخدمة لوصف فئات المراهقين والشباب البالغين من حيث رعاية السرطان والأبحاث قد تختلف باختلاف البلد أو المنطقة أو الدراسة. على سبيل المثال، في معظم أنحاء أوروبا وأستراليا، تُعرَّف مرحلة المراهقة والشباب من حيث الإصابة بالسرطان بأنها تتراوح بين 15 و24 عامًا، بينما تتراوح الفئة العمرية التي تقبلها الجمعية الكندية للسرطان بين 15 و29 عامًا.

## الأنواع
أكثر أنواع السرطان شيوعًا بين الأشخاص الذين تتراوح أعمارهم بين 15 و39 عامًا حول العالم في عام 2018، والتي تم تحديدها وفقًا لمعدلات الإصابة المقدرة حسب العمر، هي:
- سرطان الثدي
- سرطان عنق الرحم
- سرطان الغدة الدرقية
- سرطان الخصية
- سرطان المبيض
- سرطان الدم
- لمفوما اللاهودجكين
- سرطان القولون والمستقيم
- أورام الدماغ والجهاز العصبي المركزي الأخرى
- سرطان الكبد
- سرطان الفم
- لمفوما هودجكين
- سرطان الرحم
- الورم الميلانيني
- سرطان المعدة

## العلاج
بالنسبة لبعض أنواع السرطان، قد يحقق الشباب نتائج أفضل إذا عولجوا بأنظمة علاج الأطفال بدلًا من البالغين. قد يتحسن حال الشباب المصابين بسرطان يصيب عادةً الأطفال والمراهقين، مثل أورام المخ، وسرطان الدم، وساركوما العظام، وساركوما يوينغ، إذا عولجوا على يد طبيب أورام أطفال. على سبيل المثال، قد يحقق المراهقون والشباب المصابون بسرطان الدم الليمفاوي الحاد (ALL) نتائج أفضل إذا عولجوا ببروتوكولات علاج الأطفال بدلًا من بروتوكولات علاج البالغين. ارتفعت معدلات البقاء على قيد الحياة لمدة 5 سنوات للأشخاص الذين تتراوح أعمارهم بين 15 و19 عامًا المصابين بسرطان الدم الليمفاوي الحاد إلى 74% بين عامي 2007 و2013، مقارنةً بمعدلات بقاء بلغت حوالي 50% في أوائل التسعينيات. قد يُعزى ذلك إلى زيادة استخدام بروتوكولات العلاج للأطفال.  قد يتلقى الشباب المصابون بسرطانات أكثر شيوعًا لدى البالغين، مثل سرطان الثدي وسرطان الجلد، علاجًا أفضل من قبل طبيب أورام.

### الخصوبة
يمكن أن تؤثر علاجات السرطان على خصوبة الشخص، وقد تكون هذه التغيرات مؤقتة أو دائمة. ويعتمد تأثر الخصوبة على عوامل مثل معدل الخصوبة الأساسي، والعمر وقت العلاج، ونوع السرطان والعلاجات، وكمية (جرعة) العلاج، ومدته، والمدة التي انقضت منذ علاج السرطان، وعوامل صحية شخصية أخرى. قد تُلحق علاجات السرطان الضرر بالأعضاء التناسلية والغدد التي تتحكم في الخصوبة. يمكن أن يؤثر العلاج الكيميائي (وخاصة العوامل المؤلكلة) على مبايض الأنثى، مما يتسبب في توقفها عن إنتاج البويضات والإستروجين، ويمكن أن يُلحق الضرر بالحيوانات المنوية والخلايا المُكَوِّنة للحيوانات المنوية (الخلايا الجرثومية) لدى الشباب. يمكن أن يُلحق العلاج الإشعاعي في منطقة البطن أو الحوض أو العمود الفقري أو بالقرب منها الضرر بالأعضاء التناسلية المجاورة. يمكن أن يُلحق العلاج الإشعاعي للدماغ الضرر بالغدة النخامية، التي تتحكم في وظيفة معظم الغدد الصماء الأخرى. يمكن أن تُلحق جراحة سرطانات الجهاز التناسلي وسرطانات منطقة الحوض الضرر بالأنسجة التناسلية المجاورة و/أو الأعصاب أو الغدد الليمفاوية. يمكن للعلاج الهرموني (يُسمى أيضًا العلاج الهرموني) المُستخدم لعلاج السرطان أن يُسبب اضطرابًا في الدورة الشهرية، مما قد يؤثر على خصوبة المرأة. تتضمن عملية زراعة الخلايا الجذعية المكونة للدم تلقي جرعات عالية من العلاج الكيميائي و/أو الإشعاع، مما قد يُلحق الضرر بمبايض المرأة والحيوانات المنوية والخلايا المُكوّنة للحيوانات المنوية لدى الرجل. تشجع الجمعية الأمريكية لعلم الأورام السريري أطباء الأورام على مناقشة احتمالية العقم المرتبط بالعلاج، بالإضافة إلى خيارات الحفاظ على الخصوبة، مع جميع الأشخاص في سن الإنجاب، وإحالتهم إلى أخصائيي الإنجاب.

### الإناث
تتوفر للمصابات بالسرطان خيارات للحفاظ على الخصوبة، مثل تجميد البويضات (ويُسمى أيضًا تجميد البويضات)، وحفظ الأجنة (ويُسمى أيضًا بنك الأجنة أو تجميد الأجنة)، وحجب المبيض (ويُسمى أيضًا حجب الغدد التناسلية)، وحفظ أنسجة المبيض (ويُسمى أيضًا تجميد أنسجة المبيض)، ونقل المبيض (ويُسمى أيضًا تثبيت المبيض)، واستئصال عنق الرحم الجذري (ويُسمى أيضًا استئصال عنق الرحم الجذري).

### الذكور
يتوفر للذكور المصابين بالسرطان خيارات للحفاظ على الخصوبة، مثل تجميد السائل المنوي (ويُسمى أيضًا بنك الحيوانات المنوية)؛ وحجب الخصيتين (ويُسمى أيضًا حجب الغدد التناسلية)، وهو إجراء يُوضع فيه غطاء واقٍ على الجزء الخارجي من الجسم لحماية الخصيتين من الإشعاع المنتشر إلى الحوض عند علاج أجزاء أخرى من الجسم بالإشعاع؛ واستخراج الحيوانات المنوية من الخصيتين (TESE)، وهو إجراء يُجرى للذكور غير القادرين على إنتاج عينة من السائل المنوي؛  وتجميد أنسجة الخصية (ويسمى أيضًا تجميد أنسجة الخصية) والذي قد يكون خيارًا متاحًا للأولاد الذين لم يصلوا إلى مرحلة البلوغ والذين هم معرضون لخطر العقم.

## التشخيص
لم يحقق المراهقون والشباب المصابون بالسرطان نفس التحسن في معدلات البقاء على قيد الحياة مقارنةً بالأطفال الأصغر سنًا أو كبار السن. بلغ معدل البقاء على قيد الحياة لمدة خمس سنوات لجميع حالات سرطان المراهقين والشباب الغازية التي شُخِّصت بين عامي 2002 و2006 في الولايات المتحدة 82.5%. وبينما يُقارن هذا المعدل بمعدلات البقاء على قيد الحياة لدى الأطفال وكبار السن المصابين بالسرطان خلال نفس الفترة، فإن معدلات البقاء على قيد الحياة تُرجِّح كفة الشباب المصابين بالسرطان، حيث تنتشر أنواع عديدة من السرطان لدى كلٍّ من الأطفال والمراهقين والشباب، بما في ذلك الأورام اللمفاوية الحادة، وساركوما العضلات المخططة، وساركوما يوينغ. وبالمثل، كان كبار السن المصابون بالسرطان أفضل حالًا من المراهقين والشباب من حيث معدلات البقاء على قيد الحياة لمدة خمس سنوات في حالات سرطان الثدي، وساركوما كابوزي، وسرطان الشرج. لتحسين معدلات النجاة المنخفضة لبعض أنواع السرطان لدى المراهقين والشباب، يدرس الباحثون السمات الجينية والبيولوجية المميزة للسرطان في مختلف الأعمار، والاختلافات في أساليب العلاج وشدته، والاختلافات المحتملة في الالتزام بالعلاج، بالإضافة إلى العوامل الاجتماعية والسلوكية وغيرها التي تؤثر على الشباب المصابين بالسرطان. يُبلغ المراهقون والشباب المصابون بالسرطان والناجون منه عن صعوبات تتعلق بالتوظيف والتحصيل التعليمي والاستقرار المالي، بالإضافة إلى العلاقات الاجتماعية.

### الاختلافات
غالبًا ما يختلف السرطان لدى المراهقين والشباب من حيث العلامات والأعراض، والتركيب النسيجي، والتنبؤ، ومعدلات النجاة. قد تتميز بعض أنواع السرطان لدى المراهقين والشباب بخصائص جينية وبيولوجية فريدة.
على سبيل المثال:
- سرطان القولون والمستقيم: يميل المراهقون والشباب إلى أن يكون لديهم تمايز خلوي أضعف، واختلافات في التركيب النسيجي، وغزو ليمفاوي وعائي أكبر، وخلايا خاتمية. غالبًا ما تُكتشف سرطانات القولون والمستقيم في مراحل الورم الأكثر تقدمًا لدى المراهقين والشباب.[20]
- سرطان الثدي: غالبًا ما تُصاب المراهقات والشابات بأورام ذات درجة أعلى، وأورام أولية أكبر، ويكون لديهن ميل أكبر للإصابة بسرطان الثدي الثلاثي السلبي. ويكون تشخيص سرطان الثدي لدى المراهقات والشابات المصابات به أسوأ عمومًا من تشخيص النساء الأكبر سنًا.[15]
- ابيضاض الدم الليمفاوي الحاد: ترتبط التغيرات الجينية الموجودة لدى المصابات بسرطان الثدي الليمفاوي الحاد بارتفاع معدلات فشل العلاج والانتكاس. كما أن التشوهات الجينية المرتبطة بمعدلات نجاة عالية أقل احتمالًا لدى المصابات بسرطان الثدي الليمفاوي الحاد مقارنةً بالشابات، وتميل التشوهات الجينية المرتبطة بنتائج أسوأ إلى أن تكون أكثر شيوعًا.[15]
- الورم الميلانيني: قد يختلف الورم الميلانيني الموضعي لدى المصابات بسرطان الثدي الليمفاوي الحاد عن أعراضه لدى كبار السن. كما يميل المراهقون والشابات إلى الإصابة بمراحل متقدمة من الورم الميلانيني عند التشخيص. وقد يرتبط صغر السن عند التشخيص وارتفاع معدل الانقسام الفتيلي بزيادة احتمالية انتشار الورم إلى الغدد الليمفاوية.[15]
- الساركوما: غالبًا ما يكون المراهقون والشباب في حالة أسوأ من الأطفال الصغار المصابين بنفس النوع النسيجي من الساركوما. في ساركوما يوينغ، يرتبط معدل البقاء على قيد الحياة عكسيًا بالعمر وتشخيص حجم الورم. يتمتع المراهقون والشباب المصابون بالساركوما العضلية المخططة بمعدل بقاء أقل بكثير في سن 5 سنوات مقارنة بالأطفال، بنسبة 27% مقارنة بـ 61%.[15]

إن الفهم الأعمق للعمليات البيولوجية والجينومية المختلفة التي تُلاحظ في بعض سرطانات المراهقين والشباب سيساعد في تطوير علاجات جديدة وأفضل لهذه السرطانات.

### التعليم
أفاد الأشخاص الذين أفادوا بأن علاجهم من السرطان كان "مكثفًا للغاية"، بينما كان أولئك الذين تركوا العمل أو الدراسة بعد التشخيص أكثر عرضة للإبلاغ عن تأثير السرطان سلبًا على عملهم ومدرستهم بعد التشخيص، حيث أفاد أكثر من 50% منهم بمشاكل في الذاكرة والانتباه. عاد ما يقرب من ثلاثة أرباع المراهقين والشباب المصابين بالسرطان الذين كانوا يدرسون أو يعملون إلى الدراسة أو العمل في غضون سنة إلى ثلاث سنوات بعد التشخيص. وشملت أسباب الانقطاع الدراسي وانخفاض التحصيل العلمي التي ذكرها المراهقون والشباب في المقابلات النوعية التغيب عن المدرسة، وعدم إجراء الاختبارات المطلوبة، والشعور بأنهم "متخلفون عن الركب".

### العمل
أفاد ما يقرب من ثلث الشباب في الولايات المتحدة بأن السرطان كان له تأثير سلبي على خططهم التوظيفية. وفي بحث قارن الشباب الذين نجوا من السرطان بأقرانهم الأصحاء، كان 33% من المراهقين والشباب المصابين بالسرطان عاطلين عن العمل مقارنةً بـ 27% من مجموعة الضبط.  في دراسة أمريكية أخرى، أفاد 23% من المراهقين والشباب المصابين بالسرطان ببطالة بسبب مشاكل صحية، مقارنةً بـ 14% من المجموعة الضابطة. وخلصت دراسة وطنية أخرى إلى أن المراهقين والشباب الذين أصيبوا بالسرطان أفادوا بانخفاض دخل أسرهم مقارنةً بأقرانهم غير المصابين به.

### العلاقات والاحتياجات الاجتماعية
تُعد العلاقات الاجتماعية والإنجازات التعليمية خلال سنوات المراهقة والشباب التكوينية بالغة الأهمية، وقد وثّقت الدراسات في الولايات المتحدة أن تجربة الإصابة بالسرطان يمكن أن تؤثر سلبًا على تحقيق هذه الأهداف. وكانت معدلات الزواج أقل بين الشباب المصابين بالسرطان، وكانوا أكثر عرضة للطلاق أو الانفصال مقارنةً بأقرانهم في المجموعة الضابطة المرتبطة بالعمر. كما أفاد المراهقون والشباب بمخاوفهم بشأن الجاذبية الجنسية بسبب التغيرات الجسدية، بالإضافة إلى التغيرات المتعلقة بالخصوبة الناجمة عن السرطان. ويتعرض الشباب المصابون بالسرطان، الذين يتأخر تشخيصهم أو يستغرق وقتًا أطول، لخطر متزايد للقلق والاكتئاب وانخفاض جودة الحياة. أعرب المراهقون والشباب المصابون بالسرطان عن رغبتهم الشديدة في التواصل مع غيرهم من الشباب المصابين بالسرطان والناجين منه ممن ربما مروا بتجارب مماثلة، طلبًا للدعم لمواجهة هذه التحديات. وقد أفاد مرضى السرطان الشباب بتحسن في قدرتهم على التأقلم بفضل مشاركتهم في مجتمع إلكتروني لمرضى السرطان. وأفاد المراهقون والشباب المصابون بالسرطان باستخدام منصات التواصل الاجتماعي للحصول على "موارد طبية واجتماعية"، والمساعدة في العلاقات وحل المشكلات الاجتماعية. كما أفادوا بتفضيلهم "للأدوات التي تُسهّل التأقلم العاطفي للمرضى وعائلاتهم". وبشكل عام، تشمل استخدامات وسائل التواصل الاجتماعي للتواصل في مجال الرعاية الصحية الحد من وصمة العار وتسهيل الحوار بين المرضى. وفقًا للجمعية الأوروبية لعلم الأورام الطبي، أفاد مرضى السرطان المشاركون في مجموعة دعم عبر الإنترنت بتأثير نفسي واجتماعي أكبر - تخفيف العزلة مقابل إثارة القلق.

## علم الأوبئة
خلال الفترة من عام 2000 إلى عام 2011، من بين 40 نوعًا من السرطان شائعة نسبيًا لدى المراهقين والشباب في الولايات المتحدة، ازدادت وتيرة الإصابة بسبعة أنواع: سرطان الدم الليمفاوي الحاد، وسرطان القولون والمستقيم، وسرطان البروستاتا، وسرطان الكلى، وسرطان الخصية، وسرطان الغدة الدرقية، وسرطان الرحم. انخفضت معدلات الإصابة ببعض أنواع السرطان، مثل سرطان الرئة وسرطان الجلد، بين المراهقين والشباب في الولايات المتحدة خلال هذه الفترة. إحدى فرضيات هذا الانخفاض هي إطلاق حملات وقائية، مثل الوقاية من التدخين والتوعية بسرطان الجلد. كما انخفض سرطان عنق الرحم بين المراهقين والشباب في الولايات المتحدة، والذي قد يُعزى إلى إدخال لقاح فيروس الورم الحليمي البشري. في المقابل، انخفضت معدلات الإصابة بين كبار السن في 26 نوعًا من السرطان، والتي تُصيب أيضًا المراهقين والشباب. ولم ترتفع معدلات الإصابة بين كبار السن إلا في سرطانات الغدة الدرقية والكلى والكبد والأمعاء الدقيقة.